# Intransitive Relation
Eine intransitive Relation ist in der Mathematik eine zweistellige Relation {\displaystyle R} auf einer Menge, die die Eigenschaft hat, dass es mindestens drei Elemente {\displaystyle x}, {\displaystyle y}, {\displaystyle z} aus dieser Menge gibt, für die {\displaystyle xRy} und {\displaystyle yRz} gelten, aber nicht {\displaystyle xRz}. Eine Relation ist also intransitiv, wenn sie nicht transitiv ist. Ursprünglich wurden intransitive Relationen vom Marquis de Condorcet im Zusammenhang von Wahlen untersucht (siehe auch Condorcet-Paradoxon).

## Formale Definition
Ist {\displaystyle M} eine Menge und {\displaystyle R\subseteq M\times M} eine zweistellige Relation auf {\displaystyle M}, dann heißt {\displaystyle R} intransitiv, wenn gilt:
{\displaystyle \exists x,y,z\in M:xRy\land yRz\land \neg xRz.}

## Beispiele

Die Figuren von Schere, Stein, Papier

Ein anschauliches Beispiel für eine intransitive Präferenzrelation ist das Spiel Schere, Stein, Papier. Hierbei gewinnt die Wahl von Stein gegen Schere, Schere gegen Papier und Papier gegen Stein. Wäre die Relation transitiv, so müsste aus „Stein gewinnt gegen Schere“ und „Schere gewinnt gegen Papier“ folgen: „Stein gewinnt gegen Papier“, was aber den Spielregeln widerspricht. Aus diesem Grund kann die Relation nicht mehr transitiv sein, sie ist intransitiv.
Ein weiteres Beispiel einer intransitiven Relation sind intransitive Würfel.